# Lowell George
Lowell Thomas George, född 13 april 1945 i Hollywood, Los Angeles, Kalifornien, död 29 juni 1979 i Arlington County, Virginia, var en amerikansk musiker, låtskrivare och producent. Han blev främst känd som sångare och gitarrist i rockgruppen Little Feat under åren 1971–1979. Men han var även med i The Mothers of Invention på 1960-talet. George medverkade även som gitarrist på skivor med John Cale, Bonnie Raitt, The Meters, Happy End, John Sebastian och Jackson Browne.
1979 släppte han soloalbumet Thanks I'll Eat it Here, men bara en kort tid efteråt dog han till följd av en hjärtattack. George levde ett synnerligen ohälsosamt liv de sista åren, med mycket mat, alkohol och droger ("speedballs", en blandning av heroin och kokain), vilket bidrog till hans tidiga död.

## Diskografi (urval)
Studioalbum med The Mothers of Invention
- 1970 – Weasels Ripped My Flesh
- 1970 – Burnt Weeny Sandwich

Studioabum med Little Feat
- 1971 – Little Feat
- 1972 – Sailin' Shoes
- 1973 – Dixie Chicken
- 1974 – Feats Don't Fail Me Now
- 1975 – The Last Record Album
- 1977 – Time Loves a Hero
- 1979 – Down on the Farm

Soloalbum
- 1979 – Thanks, I'll Eat It Here